# Carl Christoffer Georg Andræ

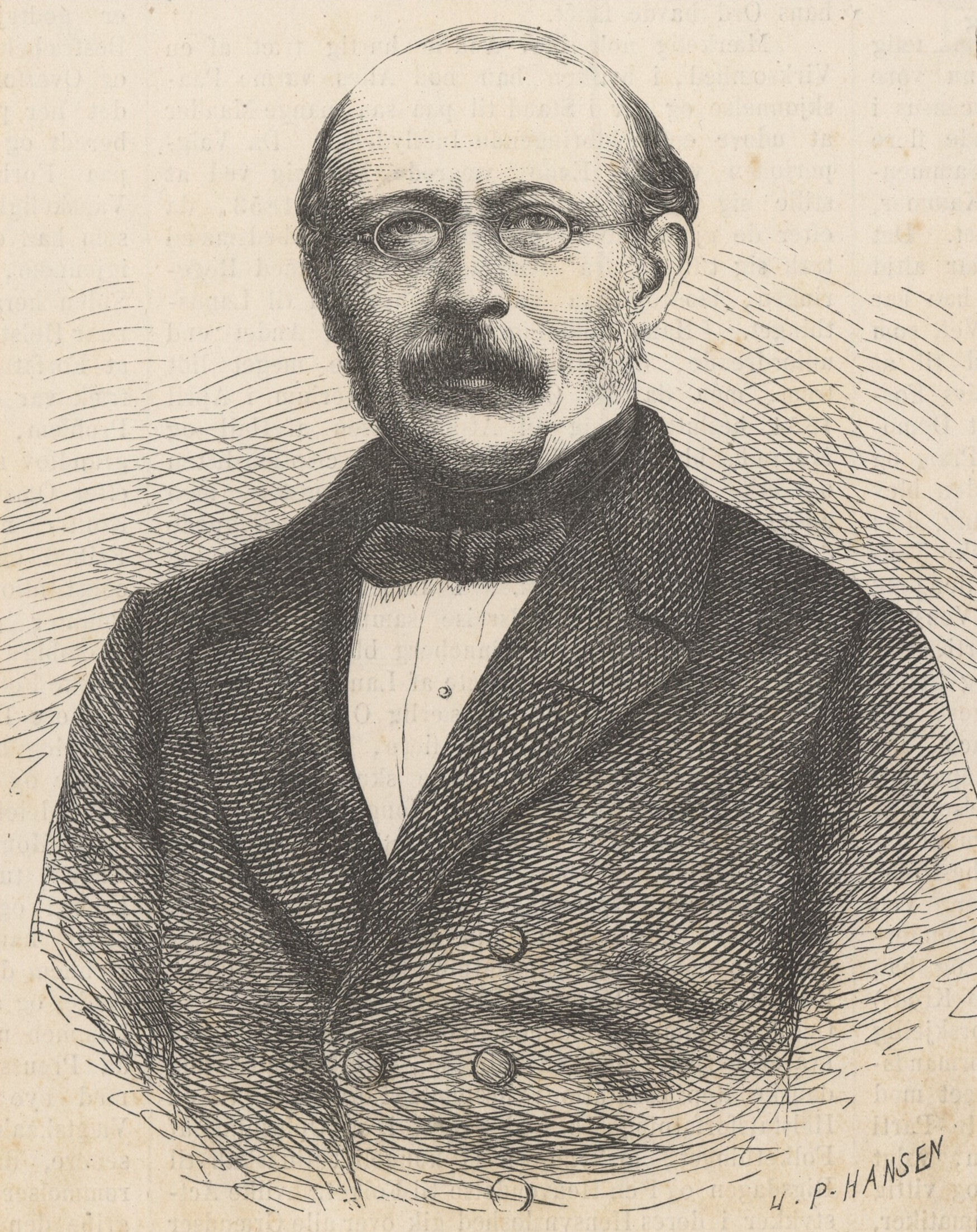
Carl Christoffer Georg Andræ.

Carl Christoffer Georg Andræ (Hjertebjerg, 14 oktober 1812 - Kopenhagen, 2 juli 1893) was een Deens politicus en eerste minister.

## Levensloop
Andræ begon in 1825 een militaire opleiding tot officier. Na zijn promotie tot luitenant was hij vanaf 1834 in dienst van de kwartiermeester-generaal en werd hij in 1839 hopman in de generale staf. Hij studeerde tevens wiskunde en mechaniek en werd na voltooiing daarvan in 1842 docent wiskunde aan de militaire hogeschool. In 1848 werd hij gepromoveerd tot majoor en in 1851 tot luitenant-kolonel, waarna hij uit actieve militaire dienst werd ontheven. Als wiskundige ontwikkelde hij het model van de enkelvoudige overdraagbare stem, dat vooral in het Angelsaksische gebied zijn ingang vond. Van 1853 tot 1854 en van 1858 tot 1884 was Andræ eveneens directeur van de Deense Graadmetingscommissie, een functie waarin hij tussen 1867 en 1884 het vierdelige werk Det danske Gradmaaling publiceerde. Het gold als een baanbrekend werk voor de geodesie.
Tijdens een studiereis in Parijs kwam Andræ in aanraking met het liberalisme. Reeds in 1848 begon zijn politieke loopbaan, toen hij door koning Frederik VII benoemd werd tot lid van de Grondwetgevende Nationale Vergadering. Vervolgens werd hij bij de eerste parlementsverkiezingen in december 1849 tot lid van de Folketing verkozen, waar hij zich aansloot bij de in 1846 opgerichte Vereniging van Boerenvrienden. Tijdens de eerste parlementszitting werd hij op 30 januari 1850 tot voorzitter van de Folketing uitgeroepen, een functie die hij behield tot en met 30 augustus 1852. In 1853 werd hij als vertegenwoordiger van Kopenhagen door koning Frederik VII benoemd tot lid van de Landsting, het Deense hogerhuis, waar hij tot in 1892 zetelde.
Op 12 december 1854 werd Andræ minister van Financiën in het kabinet van Peter Georg Bang. Dit ambt bekleedde hij ook in volgende regeringen en bleef hij uitoefenen tot en met 10 juli 1858. Hij speelde een belangrijke rol in de totstandkoming van de Grondwet van 1855, waarin het eenkamerstelsel en door hem uitgewerkte evenredige vertegenwoordiging centraal stonden.
Op 18 oktober 1856 volgde hij Bang op als eerste minister, hetgeen hij bleef tot en met 13 mei 1857. Tijdens zijn korte ambtstermijn probeerde hij de belangen van de Boerenvrienden en de conservatieve Højre-partij met elkaar in evenwicht te brengen. In de jaren 1870 en 1880 bekampte hij het politieke beleid van premier Jacob Brønnum Scavenius Estrup, die op basis van de Lückentheorie van Otto von Bismarck de macht van het parlement probeerde in te perken. Ook verzette hij zich tegen de fortificatie van de stad Kopenhagen.
Na het einde van zijn premierschap werd Andræ onderscheiden met het grootkruis van de Orde van de Dannebrog.
- Gemeinsame Normdatei: 1028596928
- International Standard Name Identifier: 0000 0003 7778 6438
- Système universitaire de documentation: 175461368
- Virtual International Authority File: 255378124
- WorldCat: E39PBJtrQthj64B6qbdjgX9v73